# 이숭원 초상화
이숭원 초상화(李崇元 肖像畵)는 대한민국 경상북도 김천시 구성면 상좌리에 있는, 조선시대의 문신인 이숭원(1428∼1491) 선생의 초상화이다. 1974년 12월 10일 경상북도의 유형문화재 제69호로 지정되었다.
조선시대의 문조선시대의 문신인 이숭원(1428∼1491) 선생의 초상화로, 성종 2년(1471) 좌리공신 3등을 받고 연원군에 봉해졌을 때에 이를 기념하기 위하여 왕명에 의해 제작된 공신도로 보인다.
약간 오른쪽을 바라보고 있는 전신좌상으로, 가로 100cm, 세로 200cm의 크기이다. 머리에 쓴 사모가 양 옆으로 길게 수평을 이루고 있는 형태와 관복의 바탕 색이 연붉은 점, 얼굴의 표현과 옷주름의 처리, 발 받침대의 모양에서 조선 전기의 초상화 기법이 엿보인다. 우리나라 초상화의 대부분이 두 손을 옷소매 안에 넣은 공수자세인데 비해 이 상에서는 손이 밖으로 나와 있다.
화면 오른쪽에 기록해 놓은 작품의 내력과 주인공에 대한 글은 후대에 써넣은 것으로 보이고, 화폭의 배경에 있는 포도덩굴 역시 후대에 그려넣은 것이다. 이러한 점이 초상화의 가치를 떨어뜨리고 있긴 하지만 현존하는 초상화 가운데 조선 전기 공신도상의 원형을 엿볼 수 있는 귀중한 자료가 되는 작품이다.
이 상은 중종을 비롯한 많은 공신들의 상을 잘 그렸던 학포 이상좌가 그린 것으로 전한다.

## 참고 문헌
- 이숭원초상화 - 국가유산청 국가유산포털